# Arie Bodek
Arie Bodek (* 1947) ist ein US-amerikanischer experimenteller Teilchenphysiker.
Bodek studierte am Massachusetts Institute of Technology (MIT), wo er 1968 seinen Bachelor-Abschluss machte und bei Henry Kendall und Jerome Friedman 1972 promoviert wurde. 1972 bis 1974 war er als Post-Doc Assistent am MIT und 1974 bis 1977 Millikan Fellow am Caltech. 1977 wurde er Assistant Professor, 1980 Associate Professor und 1987 Professor an der University of Rochester, seit 2005 als George E. Pake Professor of Physics. 1998 bis 2007 war er dort Vorstand der Fakultät für Physik und Astronomie. 1984 wurde er Fellow der American Physical Society.
Seine Dissertation war aus dem Themenkreis der tiefinelastischen Streuexperimente an Nukleonen am SLAC, mit denen Anfang der 1970er Jahre Hinweise auf die Existenz von Quarks erbracht wurden und für die Kendall und Friedman 1990 den Nobelpreis bekamen. Später setzte er solche Experimente am Jefferson Lab fort (JUPITER Programm, er war dort Ko-Sprecher). Er befasste sich mit der Physik von W-Bosonen, Z-Bosonen, Dileptonen und Suche nach dem Higgs-Teilchen, wobei er am CDF des Fermilab und der CMS-Kollaboration des Large Hadron Collider beteiligt ist (seine Gruppe baute Hadron-Kalorimeter am CDF und CMS), Neutrinophysik und Neutrinooszillationen (CCFR / NuTeV / MINERvA Experimente am Fermilab).
Er ist Autor und Ko-Autor von über 600 wissenschaftlichen Veröffentlichungen und hat einen h-Index von über 90. 2004 erhielt er den Panofsky-Preis für seine breitgefächerten, nachhaltigen  und einsichtsvollen Beiträge zur Aufklärung der Struktur des Nukleons, wobei er die verschiedensten Experimentierverfahren in einer großen Anzahl von  Laboratorien einsetzte.
1979 wurde er Forschungsstipendiat der Alfred P. Sloan Foundation (Sloan Research Fellow).